# Eremophila attenuata
Eremophila attenuata är en flenörtsväxtart som beskrevs av Chinnock. Eremophila attenuata ingår i släktet Eremophila och familjen flenörtsväxter. Inga underarter finns listade i Catalogue of Life.